# Karlslunde Strandsogn
Karlslunde Strandsogn er et sogn i Greve-Solrød Provsti (Roskilde Stift).
Karlslunde Strandkirke blev etableret som vandrekirke i 1971 og indviet som permanent kirke i 1980. Karlslunde Strandsogn var 1. juni 1978 udskilt fra Karlslunde Sogn, som havde hørt til Tune Herred i Roskilde Amt. Det var ved kommunalreformen i 1970 indlemmet i Greve Kommune.
I Karlslunde Strandsogn findes følgende autoriserede stednavne:
- Karlslunde Strand (bebyggelse)
- Mosede Strand (bebyggelse)